# Ministero della difesa (Afghanistan)
Il Ministero della difesa (in persiano: وزارت دفاع افغانستان; in pashtu: د افغانستان ملی دفاع وزارت) è il dicastero del governo afghano deputato al controllo delle forze armate e al coordinamento della difesa.
Il ministro della difesa è Mohammad Yaqoob, in carica dal 7 settembre 2021.

## Elenco
| Ritratto | Nominativo                | Mandato              |
| -------- | ------------------------- | -------------------- |
|          | Sayyid Husayn             | gennaio - marzo 1929 |
|          | Purdil Khan               | marzo - ottobre 1929 |
|          | Amanul Mulk               | 1944 - 1946          |
|          | Mohammed Daud Khan        | 1946 - 1948          |
|          | Abdul Karim Mustaghni     | 1973 - 1977          |
|          | Ghulam Haidar Rasuli      | 1977 - 1978          |
|          | Abdul Qadir               | 1978                 |
|          | Nur Mohammad Taraki       | 1978 - 1979          |
|          | Mohammad Aslam Watanjar   | 1979                 |
|          | Hafizullah Amin           | 1979                 |
|          | Mohammed Rafie            | 1979 - 1982          |
|          | Abdul Qadir               | 1982 - 1984          |
|          | Nazar Mohammad            | 1984 - 1986          |
|          | Mohammed Rafie            | 1986 - 1988          |
|          | Shahnawaz Tanai           | 1988 - 1990          |
|          | Mohammad Aslam Watanjar   | 1990 - 1992          |
|          | Aḥmad Shāh Masʿūd         | 1992 - 2001          |
|          | Mohammed Fahim            | 2001 - 2004          |
|          | Abdul Rahim Wardak        | 2004 - 2012          |
|          | Enayatullah Nazari        | 2012                 |
|          | Bismillah Khan Mohammadi  | 2012 - 2015          |
|          | Mohammed Masoom Stanekzai | 2015 - 2016          |
|          | Abdullah Habibi           | 2016 - 2017          |
|          | Tariq Shah Bahramee       | 2017 - 2018          |
|          | Asadullah Khalid          | 2018 - 2021          |
|          | Bismillah Khan Mohammadi  | 2021                 |
|          | Abdul Qayyum Zakir        | 2021                 |
|          | Mohammad Yaqoob           | 2021 - in carica     |